# Epimedium reticulatum
Epimedium reticulatum är en berberisväxtart som beskrevs av Cheng Yih Wu. Epimedium reticulatum ingår i släktet sockblommor, och familjen berberisväxter. Inga underarter finns listade i Catalogue of Life.